# 스티븐 디케이터
스티븐 디케이터 주니어(Stephen Decatur, Jr, 1779년 1월 5일~1820년 3월 22일)는 미국의 군인으로 해군 준장(코머도어)였다. 바르바리 전쟁과 미영 전쟁에서 영웅적 활약으로 알려져있다. 디케이터는 미국 해군 사상 가장 어린 나이인 25세에 대령(Captain)의 계급으로 승진, 미국 독립 전쟁에 참가하지 않았던 군인으로서 최초로 국가적 영웅으로 기리고 있다.
그는 메릴랜드주 워체스터군의 동부 해안에서 태어났다. 아버지는 미국 독립 전쟁 때의 해군 준장(코머도어)였다. 대학에 입학한 직후 디케이터는 아버지의 자취를 따라 19세의 나이로 해군에 입대했다. 그는 미국 역사상 가장 어린 나이로 대령(Captain)으로 승진하였다. 디케이터의 아버지 스티븐 디케이터 시니어도 미국 해군 준장(코머도어)이었으며, 어린 스티븐에게 배와 항해의 세계로 이끌어 온 것이다. 디케이터는 여러 척의 미국 해군 군함을 건조하는 것을 감독했는데, 그중의 한 척에서 훗날 그가 사령관으로 부임하게 되는 배이다. 그는 워싱턴 사회의 부유한 일원이었으며, 사적인 친구들 중에는 제임스 먼로와 다른 워싱턴의 고위 인사들을 포함하고 있다.
디케이터는 1798년 수습장교로 해군에 입대를 했고, 3명의 대통령을 거쳤으며, 젊은 미국 해군 창설에 핵심적인 역할을 했다. 거의 대부분의 전장에서, 디케이터는 군사적 노력이 요구되는 많은 분야에서 영웅적 행동과 뛰어난 능력을 가진 인물로 묘사되고 있다. 그가 복무를 하는 동안에 그는 북아프리카에서의 바르바리 전쟁과 프랑스와의 유사전쟁, 영국과의 1812년 전쟁을 겪어야 했다. 이 시기 그는 해외에서 복무를 하면서 많은 함정을 경험하였고, 궁극적으로 해군 사령본부의 임원이 되었다. 그는 워싱턴 라파예트 광장에 디케이터 하우스로 알려진 큰 집을 지었고, 이 집은 이후 수많은 유명인사들의 집이 되었으며 19세기초 워싱턴 사회의 중심이 되었다. 그는 선천적인 지도력과 그가 지휘하는 함선의 선원들에 대한 진정성있는 관심으로 유명세를 떨쳤다. 그의 해군에서의 이런 화려한 경력도 라이벌 장교와의 결투로 목숨을 잃음으로서 빨리 끝을 맺게 된다. 그가 영국, 프랑스 그리고 바버리 국가들을 상대로 거둔 수많은 승리는 떠오르는 열강으로서의 미국의 지위를 확고하게 하였다.
이후 디케이터는 평생동안 국가적 영웅이 되었으며, 최초의 후기 독립전쟁의 영웅이되었다. 존 폴 존스와 같이 그의 이름은 곧 미국 해군과 동일시되는 말이 되었다.

## 어린 시절
디케이터는 1779년 1월 5일 메릴랜드 베를린에서 스티븐 디케이터 시니어와 엉 (파인) 디케이터 부부 사이에 태어났다. 성공회 아카데미에 입학한 후 펜실베니아 대학에서 이후 해군의 영웅이 되는 리처드 서머스와 찰스 스튜어트와 함께 배운다. 그는 1806년 3월 8일 노퍽 시장의 딸인 수잔 휠러와 결혼했다.

## 군 경력
디케이터는 17세에 아버지의 영향으로 ‘거니 앤 스미스 사’(Gurney and Smith)에 고용되어 프리깃 〈유나이티드 스테이츠 호〉(USS United States) 건조 감독을 맡았다. 1797년 5월 10일 이 배가 취역하게 되었을 때, 그는 이 배를 타고 존 배리 사령관 휘하의 수습장교로 승선하게 된다. 그는 '프레블 보이즈'의 한 사람이며, 찰스 스튜어트와 리차드 러쉬와 친구 관계에 있었다.

## 유사 전쟁
디케이터는 프랑스와 선전포고 없는 분쟁인 유사전쟁에 종군했다. 1798년에 디케이터는 생도로 임관, 〈유나이티드 스테이츠 호〉에 탑승했다. 1799년 대위(Lieutenant)로 승진하여 단기간 슬루프 〈노퍽 호〉(USS Norfolk)에 탑승하지만, 곧 유나이티드 스테이츠로 돌아왔다. 유사전쟁 후, 미국 해군은 그 규모를 축소하여 현역 함정과 장교의 수를 감소시켰다. 디케이터는 현역 임무를 수행할 수 있는 몇 안되는 장교 중의 한 사람이었다.

## 제1차 바르바리 전쟁
1803년에 브리그선 〈아르고스 호〉(USS Argus)의 함장으로 취임하여, 제1차 바르바리 전쟁을 위해 지중해에 다녀왔다. 전투 지역에 들어가면서 디케이터는 스쿠너 〈엔터프라이즈 호〉(USS Enterprise)를 지휘하였고, 12월 23일에 적의 케치, 〈마스티코 호〉(Mastico)를 붙잡는다. 마스티코는 미국 해군에서 〈인트리피드 호〉(USS Intrepid)로 바뀌었고, 디케이터는 용맹하게 1804년 2월 16일에 트리폴리 항구에 야습을 실시해, 튀니지 해안에서 좌초되어, 튀니스만에 붙잡여 있는 〈필라델피아 호〉(USS Philadelphia)를 파괴했다. 허레이쇼 넬슨 제독은 그 야습을 "시대의 가장 대담하고 용감한 행위"라고 평했다고한다.
이 대담하고 용감한 야습이 성공하여 디케이터는 국민적 영웅이되었다. 또한 8월 3일 트리폴리의 포격에 의해 디케이터의 명성은 더욱 높아졌다. 이 전투에서 디케이터는 부하와 함께 적의 감시선에 탑승해 백병전을 감행하였고, 이것을 붙잡고 있다. 1804년 디케이터는 25세의 나이에 대령(Captain)으로 승진하고 계속 8년간 몇 척의 호위함을 지휘했다.

## 미영 전쟁
미국은 1812년 6월 14일에 영국에 선전 포고를 했다.(미영 전쟁) 디케이터는 프리깃 〈유나이티드 스테이츠 호〉(USS United States)를 지휘하면서, 프리깃 〈콩그레스 호〉(USS Congress), 브리그선 〈아르고스 호〉와 함께 뉴욕에서 존 로저스 대장이 지휘하는 전대에 참가하여 즉시 출항하여 8월말까지 동해안을 순항했다. 이 전대는 10월 8일에 다시 보스턴을 출발했다. 3일 후, 〈만다린 호〉(Mandarin)를 나포한 후에 〈유나이티드 스테이츠 호〉는 요함과 떨어져 동쪽으로 계속 순항했다. 10월 25일 새벽에 아소르스 제도 500마일 남쪽에서 〈유나이티드 스테이츠 호〉의 파수가 12마일(19km) 떨어진 곳에 돛을 발견했다고 보고했다. 배가 수평선으로 확인되자 디케이터 함장은 배가 〈마케도니아 호〉(HMS Macedonian)임을 확인했다.

## 제2차 바르바리 전쟁
1815년 5월, 디케이터 대장은 10척의 함으로 구성된 전대로 지중해로 향했다. 알제리와 제2차 바르바리 전쟁은 미국인 노예의 해방과 상납금 지급 정지를 요청하고 결국 협정을 성립시켰다.
가타 곶 전투에서 알제리의 기함 〈마쇼오드 호〉(Mashoud)를 나포하고, 디케이터는 알제리의 데이(왕)와 협상을 유리하게 진행하여 물자를 얻었다. 도착 후 디케이터는 미국의 관심을 대표해 포함 외교를 조기에 사용하는 것을 보여 주었다. 2일 이내에 새로운 조약이 체결되었고, 디케이터의 목적은 달성되었다.
알제리의 전투 후, 디케이터는 그의 전대 함께 튀니스, 트리폴리를 방문해 미영 전쟁 때 압류된 재산의 반환을 요구했다. 알제리와 마찬가지로 디케이터는 요청을 통해 즉시 본국으로 귀환하고 승전 보고를 했다.
이러한 전과로 그는 ‘바바리 해적의 정복자’(Conqueror of the Barbary Pirates)로 알려지게 되었다.

### 국내의 군 경력
1816년부터 1820년까지 디케이터는 해군 평의원 직책을 맡았다. 평의회 위원으로 그는 워싱턴 사교계에서 활약했다. 있을 때의 간담회에서 저녁 식사 후 그는 "우리나라!, 외국과의 관계에서 항상 옳다. 하지만 제대로 해도, 잘못해도 나는 우리나라를 지지한다"고 말했다. 칼 슐츠는 나중에이 발언을 인용해 "우리 나라는 옳고 그름있는 것 중 하나 다."라는 유명한 말을 남겼다."
1818년, 그는 워싱턴 DC에 벤저민 라트로브가 디자인한 집을 건축했다. 이 " 디케이터 하우스"는 현재 박물관으로 이용되며, 프레지던트 스퀘어에 소재한다.

## 죽음
1820년 제임스 배론 대장이 디케이터에게 결투를 신청했다. 배론은 1807년 체사피크 레오퍼드 사건의 책임을 지고 5년간 보직이 해임되어 있었고, 디케이터는 배론의 군법 회의의 참사관이었다.
배론의 보조(second)는 디케이터에 적대감을 갖고 있던 것으로 알려진 제시 엘리엇 대령이었다. 디케이터는 처음에는 토머스 맥도너에게 세컨을 부탁했지만, 항상 결투를 반대하던 맥도너는 부탁을 요청을 거절했다. 그래서 디케이터는 친구라고 생각하고 있던 윌리엄 베인브리지 대장에 보조를 요구했고, 베인브리지는 그것을 수락했다. 그러나 디케이터의 선택은 실수였다. 디케이터보다 다섯 살 나이가 많았던 베인브리지는 더 어리고, 유명한 그에 대해 질투심을 가지고 있었다.
결투는 1820년 3월 22일 메릴랜드 브라스덴버그(현재 메릴랜드 콜마 매너)의 브라스덴버그 결투장에서 열렸다. 결투 직전 배론은 디케이터에 대해 회유를 생각하는 척하게 말했지만, 베인브리지는 결투를 멈추게 하려고 하지 않았다. 디케이터는 사격이 뛰어나 배론을 부상만 입힐려고 생각하고 있었다. 그는 배론의 엉덩이에 치명적이지 않은 상처를 주었다. 그러나 배론 탄알은 디케이터의 복부에 명중하고 빈사의 중상을 입혔다. 디케이터는 라파예트 스퀘어의 집에서 사망할 때까지 이틀이 걸렸다. 그는 “나는 이러한 고통 겪은 사람이 있다고 몰랐어요!”라고 큰 소리로 외쳤다 말한다.
디케이터가 집에서 사망하고 안치되어 있는 동안 먼로 대통령의 딸인 마리아 헤스터 먼로와 백악관 직원이며 그녀의 사촌인 새뮤엘 L. 구바누아의 결혼을 축하 파티가 디케이터의 집에서 열렸다.
디케이터의 장례식에는 워싱턴의 고위 관계자들이 다수가 참석했다. 그 중에는 먼로 대통령이나 대법관 의회의 다수 의원이 포함됐다. 워싱턴 시민 1만 명 이상이 국민적 영웅에 마지막 경의를 표하기 위해 참석했다.
디케이터의 유해는 워싱턴 조엘 바로우의 무덤에 가매장되었다가 이후 필라델피아로 이장되어 세인트 피터스 교회에 다시 매장되었다.
스티븐 디케이터는 자녀가 없었기 때문에 디케이터는 7만 5천 달러의 재산을 아내에게 남겼지만, 그녀는 1860년에 무일푼으로 사망했다.